# ブル・ボクサー
ブル・ボクサー（英：Bull Boxer）は、イギリスのイングランド原産の犬種である。1990年代にスタッフォードシャー・ブル・テリアとボクサーの交配によって偶然に生まれた犬が基礎になっている。愛好家はブル・テリアとボクサーそれぞれよりも健康で優れていると主張しているが、それぞれの純血種のブリーダーからは批判が強く、賛否両論のある存在である。
その姿は両親種のほぼ中間である。マズルはボクサーより細長く、ブル・テリアよりも脚が長い。体高41 - 53cm、体重17 - 24kgの中型犬。